# 제76회 베네치아 국제 영화제
제76회 베네치아 국제 영화제는 2019년 8월 28일에 열린 시상식이다. 2019년 8월 28일부터 9월 7일까지 개최되었다.
아르헨티나 영화감독 루크레시아 마르텔이 본 경쟁 부문의 심사위원장을 맡았다. 영화제 개막작은 고레에다 히로카즈 감독의 '파비안느에 관한 진실'이다.
황금사자상은 토드 필립스 감독의 조커 (2019년 영화)에게 돌아갔다.

## 수상 및 후보

### 황금사자상
- 조커 - 토드 필립스 수상

### 은사자상-감독상
- 어바웃 엔들리스니스 - 로이 앤더슨 수상

### 심사위원대상
- 언 오피서 앤드 어 스파이 - 로만 폴란스키 수상

### 볼피컵 여우주연상
- 글로리아 문디 - 아리안 아스카리드 수상

### 볼피컵 남우주연상
- 마틴 에덴 - 루카 마리넬리 수상

### 심사위원 특별상
- 마피아 이즈 노 롱거 왓 잇 유즈드 투 비 - 프랑코 마레스코 수상

### 각본상
- 7번가 이야기 - 양범 수상

### FIPRESCI상
- 언 오피서 앤드 어 스파이 - 로만 폴란스키 수상

### 마르첼로 마스트로얀니 상
- 베이비티스 - 토비 월레스 수상

### 미래의 사자상
- 너는 스무살에 죽을거야 - 아므자드 아부 알라라 수상

### 오리종티 상-작품상
- 아틀란티스 - 발렌틴 바스야노비치 수상

### 오리종티 상-단편
- 달링 - 사임 사디크 수상

### 오리종티 상-심사위원특별상
- 판결 - 레이먼드 쿠티에레즈 수상

### 오리종티 상-감독상
- 화이트 온 화이트 - 테오 코트 수상

### 오리종티 상-각본상
- 레베니어 - 제시카 팔루드 외 2명 수상

### 오리종티 상-특별 여자 연기자상
- 마더 - 마르타 니에토 수상

### 오리종티 상-특별 남자 연기자상
- 어 선 - 사미 부아질라 수상

### 오리종티 상-유럽단편상
- 도그스 바킹 엣 버즈 - 레오노어 텔레스 수상

### 매직 랜턴상
- 솔 - 카를로 시로니 수상

### 레이블 유로파 시네마상-최우수 장편영화
- 문신을 한 신부님 - 얀 코마사 수상

### Edipo Re상-최우수영화
- 문신을 한 신부님 - 얀 코마사 수상

### 베니스 클래식 상 - 다큐멘터리
- 바벤코: 텔 미 웬 아이 다이 - 바바라 파스 수상

### 베니스 클래식 상 - RESTORED
- 엑스터시 - 구스타프 마차티 수상

### 베스트 VR 상
- 더 키 - 셀린느 트리가트 수상

### 베스트 VR 스토리상
- 도터스 오브 쉬박 - 조엘 캐치 벤슨 수상

### 베스트 VR 익스피리언스상
- 더 라인 - 리카르도 라가나로 수상

### 경쟁부문
- 완벽한 후보자 - 하이파 알 만수르
- 어바웃 엔들리스니스 - 로이 앤더슨
- 와스프 네트워크 - 올리비에 아사야스
- 결혼 이야기 - 노아 바움백
- 어떤 손님 - 아톰 에고이안
- 애드 아스트라 - 제임스 그레이
- 어 에르다드 - 티아구 게데스
- 글로리아 문디 - 로베르 게디기앙
- 웨이팅 포 더 바바리안 - 치로 구에라
- 더 트루스 - 고레에다 히로카즈
- 에마 - 파블로 라라인
- 새터데이 픽션 - 로예
- 마틴 에덴 - 피에트로 마르첼로
- 라 마피아 논 에 피우 퀠라 디 우나 볼타 - 프랑코 마레스코
- 더 페인티드 버드 - 바츨라프 마르호울
- 리오네 사니타의 대부 - 마리오 마르토네
- 베이비티스 - 섀넌 머피
- 조커 - 토드 필립스
- 언 오피서 앤드 어 스파이 - 로만 폴란스키
- 시크릿 세탁소 - 스티븐 소더버그
- 7번가 이야기 - 양범

### 비경쟁부문
- 세버그 - 베네딕트 앤드류스
- 비베레 - 프란체스카 아치버지
- 더 번트 오렌지 헤러시 - 쥬세페 카포톤디
- 모술 - 매튜 마이클 카나한
- 어른의 부재 - 코스타 가브라스
- 더 킹 - 데이비드 미쇼
- 볼라레 - 가브리엘 살바토레
- 우먼 - 얀 아르튀스-베르트랑 외 1명
- 로저 워터스 어스 + 뎀 - 션 에반스 외 1명
- 안젤라스 다이어리-투 필름메이커스. 챕터 투 - 예르반트 지아니키안 외 1명
- 시티즌 K - 알렉스 기브니
- 시티즌 로시 - 디디 뇨키 외 1명
- 더 킹메이커 - 로린 그린필드
- 스테이트 퓨너럴 - 세르히 로즈니차
- 콜렉티브 - 알레그잔데르 나나우
- 45 세컨즈 오브 래프터 - 팀 로빈스
- 어 플래닛 인 더 씨 - 안드리아 세그레

### 오리종티 경쟁부문
- 줌리키 - 오스카 알레그리아
- 어 선 - 메흐디 M. 바르사우이
- 화이트 온 화이트 - 테오 코트
- 마이 데이즈 오브 글로리 - 앙투안 드 바리
- 네비아 - 눈지아 드 스테파노
- 펠리칸 블러드 - 카트린 게베
- 모피 - 올리버 헤르마누스
- 하바, 마리암, 아이샤 - 사라 카리미
- 리알토 - 피터 맥키 번스
- 더 크리미널 맨 - 드미트리 마멀리야
- 레베니어 - 제시카 팔루드
- 자이언츠 비잉 론리 - 그리어 패터슨
- 벌룬 - 완마 차이단
- 판결 - 레이먼드 쿠티에레즈
- 저스트 6.5 - 사에드 루스타이
- 쉐도우 오브 워터 - 사날 쿠마르 사시다란
- 솔 - 카를로 시로니
- 마더 - 로드리고 소로고옌
- 아틀란티스 - 발렌틴 바스야노비치

### 오리종티 단편 경쟁부문
- 슈퍼히어로즈 위드아웃 슈퍼파워스 - 베아트리체 발다치
- 킹덤 컴 - 숀 로버트 던
- 기브 업 더 고스트 - 제인 두레이
- 애프터 투 아워스, 텐 미닛츠 헤드 패스드 - 스테펜 골드캄프
- 더 다이버 - 제이미 헬머 외 1명
- 로카이아 - 디아나 사케브
- 모래 - 김경래
- Sh t 해픈스 - 미카엘라 미할리 외 1명
- 더 티어스 띵 - 클레멘스 포시
- 델핀 - 클로에 로비샤드
- 도그스 바킹 엣 버즈 - 레오노어 텔레스
- 오스트랄 피버 - 토마스 우드로페
- 달링 - 사임 사디크

### 오리종티 단편 비경쟁부문
- 콘도르 원 - 케빈 제롬 에버슨
- GUO4 - 피터 스트릭랜드

### 베니스 클래식
- 놀랍도록 줄어든 사나이 - 잭 아놀드
- 냉혹한 학살자 - 베르나르도 베르톨루치
- 거미의 계략 - 베르나르도 베르톨루치
- 범죄에 대한 수필 - 루이스 부뉴엘
- 라인강을 넘어 - 안드레 카야트
- 마리아 제프 - 빅토리오 코타파비
- 크래쉬 - 데이비드 크로넨버그
- 검은 집 - 포르흐 파로허저드
- 백인 추장 - 페데리코 펠리니
- 커런트 - 이스트반 갈
- 더 힐스 오브 말릭 - 에브라힘 골레스탄
- 관료의 죽음 - 토마스 구티에레즈 알레아
- 아웃 오브 블루 - 데니스 호퍼
- 엑스터시 - 구스타프 마차티
- 마우리 - 미라타 미타
- 피전 슛 - 지울리아노 몬탈도
- 프란시스카 - 마뇰 드 올리베이라
- 뉴욕 뉴욕 - 마틴 스코세이지
- 붉은 나무 딸기 - 바실리 슉쉰
- 웨이 오브 어 가우초 - 자크 투르뇌르
- 펠리니 피네 - 에우게니오 카푸초
- 보이아, 마스케레 에 세그레티: 로로르 이탈리아노 데글리 안니 세산타 - 스티브 델라 카사
- 에이트 헌드레드 타임스 론리 - 안나 헵
- 세 체 운 알딜라 소노 포투토. 비타 에 시네마 디 클라우디오 칼리가리 - 시모네 이솔라 외 1명
- 피에로 비바렐리, 라이프 애즈 어 B-무비 - 파브리지오 로렌티 외 1명
- 바벤코: 텔 미 웬 아이 다이 - 바바라 파스
- 립 오브 페이스: 윌리엄 프리드킨 온 더 엑소시스트 - 알렉상드르 오 필립
- 풀치 포 페이크 - 시몬 사피디
- 안드레이 타르코프스키. 어 시네마 플레이어 - 안드레이 A. 타르코프스키

### 스콘피니
- 키아라 페라그니- 언포스티드 - 엘리사 아모루소
- 더 스캐어크로스 - 누리 부지드
- 일 바르코 - 원스 모어 언투 더 브리치 - 페데리코 페론 외 1명
- 에페토 토미노 - 알레산드로 로제토

### 비엔날레 컬리지 시네마
- 더 엔드 오브 러브 - 카렌 벤 라파엘
- 레슨스 오브 러브 - 키아라 캄파라
- 디스 이즈 낫 어 베리얼, 잇츠 어 레저렉션 - 르모항 제레미아 모세스

### 특별 상영
- 노 원 레프트 비하인드 - 길예르모 아리아가
- 일렉트릭 스완 - 콘스탄티나 캇츠마니
- 돌이킬 수 없는 - 가스파 노에
- Zerozerozero - 스테파노 솔리마
- The New Pope - 파올로 소렌티노
- 네버 저스트 어 드림: 스탠리 큐브릭 앤드 아이즈 와이드 셧 - 맷 웰스
- 아이즈 와이드 셧 - 스탠리 큐브릭

### VR 경쟁
- These Sleepless Nights - Gabo Arora
- Loveseat - Kiira Benzing
- Preview - Benjamin Cleary 외 1명
- Porton Down - Callum Cooper
- Bodyless - Hsin-Chien Huang
- Pagan Peak VR - Ioulia Isserlis 외 1명
- A Life in Flowers - Armando Kirwin
- 더 라인 - 리카르도 라가나로
- Inori - Liu Szu-ming 외 1명
- Cosmos Within Us - Tupac Martir
- Doctor Who The Edge of Time - Marcus Moresby
- Britannia VR: Out of Your Mind - Kim-Leigh Pontin
- Downloaded - Ollie Rankin
- 더 키 - 셀린느 트리가트
- Battle Hymn - Yair Agmon
- Battlescar - Punk was invented by girls - Martin Allais 외 1명
- 도터스 오브 쉬박 - 조엘 캐치 벤슨
- Only the Mountain Remains - Chiang Wei Liang
- Ghost in the Shell: Ghost Chaser - 히로아키 히가시
- 패신저 - 이소벨 놀스 외 1명
- 더 웨이팅 룸 VR - 빅토리아 매플벡
- Black Bag - Qing Shao
- VR Free - Milad Tangshir
- 글루미 아이즈 파트 1 - 호르게 테레소 외 1명
- O - Qui Yang
- Ex anima experience - Pierre Zandrowicz 외 1명

### VR 비경쟁
- The Collider - Miss M Abdalla
- To the Moon - Laurie Anderson 외 1명
- A Fisherman’s Tale - Balthazar Auxietre 외 1명
- 울브스 인 더 월즈: 잇츠 올 오버 - 피트 빌링턴
- Bonfire - Eric Damell
- Eleven Eleven - Mehrad Noori 외 2명
- 더 스크림 - 산드라 파우감
- Travelling While Black - Roger Ross Williams 외 3명
- The Making Of - Midi Z
- Feather - Keisuke Itoh
- Whispers - Patryk Jordanowicz 외 1명
- Sublimation - Karolina Markiewicz 외 1명